# ماركوس لتر
ماركوس لتر (بالإسبانية: Marcos Litre)‏ هو لاعب كرة قدم أرجنتيني في مركز الهجوم، ولد في 14 سبتمبر 1988 في Pigüé ‏ في الأرجنتين. لعب مع Juventud Antoniana ‏.

## وصلات خارجية
- ماركوس لتر على موقع قاعدة بيانات كرة القدم.إي يو (الإنجليزية)
- ماركوس لتر على موقع Soccerway.com (الإنجليزية)